# Heteragrion peregrinum
Heteragrion peregrinum – gatunek ważki z rodziny Heteragrionidae. Występuje na terenie Ameryki Południowej.